# Félix-Gabriel Marchand
Félix-Gabriel Marchand (ur. 9 stycznia 1832, zm. 25 września 1900) – kanadyjski publicysta, pisarz i polityk. premier prowincji Quebec z ramienia Liberalnej Partii Quebecu.
Urodził się 9 stycznia 1832 w Saint-Jean-on-Richelieu w rodzinie obszarniczo-handlowej. Ukończył studia o profilu klasycznym. Po ukończeniu został notariuszem publicznym.
Prowadząc biuro notarialne i jednocześnie zarządzając rodzinnym majątkiem ziemskim, rozpoczął pracę publicystyczną. Początkowo współpracował z periodykiem la Ruche littéraire et politique (1853 do 1854), a następnie le Franco-Canadien do 1877. Jeden z założycieli Canada français, pisma, które pomogło w kształtowaniu się frankofońskiej tożsamości w Quebecu. Współpracował także z innymi pismami takimi jak: Foyer canadien, à la Revue canadienne, au Littérateur canadien, à la Revue légale et à l'Ordre.
W 1862 wraz z Charlesem Laberge uformował ochotniczy oddział milicji, który wziął udział w operacjach przeciwko agresji Fenian. Stało się to początkiem kariery militarnej. Począwszy od porucznika awansował aż podpułkownika. A służbie pozostał do 1880 roku dowodząc batalionem piechoty – 21e bataillon d'infanterie légère de Richelieu. W tym samym czasie pozostawał aktywnym przedsiębiorcą. Między innymi był dyrektorem przedsiębiorstwa budowlanego, współzałożycielem banku oraz fabryki.
W 1858 został wybrany do rady miejskiej Saint-Jean. W tym samym czasie zasiadał w komisji szkolnej tego samego miasta. W 1867 po raz pierwszy wybrany do parlamentu prowincjonalnego. Wybierany w kolejnych wyborach sprawował szereg funkcji administracyjnych w rządach liberalnych. Między innymi sprawował funkcje komisarza ziem koronnych w rządzie Joly de Lotbinière. W 1897 jako przewodniczący partii liberalnej poprowadził ją do zwycięskich wyborów. Rozpoczął tym samym okres czterdziestoletniej dominacji liberałów na politycznej scenie Quebecu. Funkcje premiera sprawował do śmierci 25 września 1900.
Marchant był także poczytnym pisarzem swej epoki. Do jego dzieł należą:
- 1869 – Fatenville
- 1872 – Erreur n'est pas compte ou les inconvénients d'une resemblance,
- 1883 – Un bonheur en attire un autre
- 1885 – le Lauréat (libretto do), les Faux Brillants et l'Aigle et la marmotte
- 1891 – A publié également Manuel et formulaire général et complet du notariat de la province de Québec
- 1899 – Mélanges poétiques et littéraires.